# Guerra di Saintonge
La guerra di Saintonge è stato un breve conflitto intercorso tra il re Luigi IX di Francia e il re Enrico III d'Inghilterra con i suoi alleati dell'Aquitania. Lo scontro principale si è svolto nella battaglia di Taillebourg che ha visto i francesi uscirne vincitori. Questi, forti di tale successo, assediarono vittoriosamente la città di Saintes.